# Reflow-Löten
Der Begriff Reflow-Löten oder Wiederaufschmelzlöten (englisch reflow soldering) bezeichnet ein in der Elektrotechnik gängiges Weichlötverfahren zum Löten von SMD-Bauteilen, bei dem Lotpaste im kalten Zustand vor der Bestückung und der anschließenden Erhitzung aufgetragen wird. Bei der Herstellung von Dickschicht-Hybridschaltungen ist es das häufigste Lötverfahren.

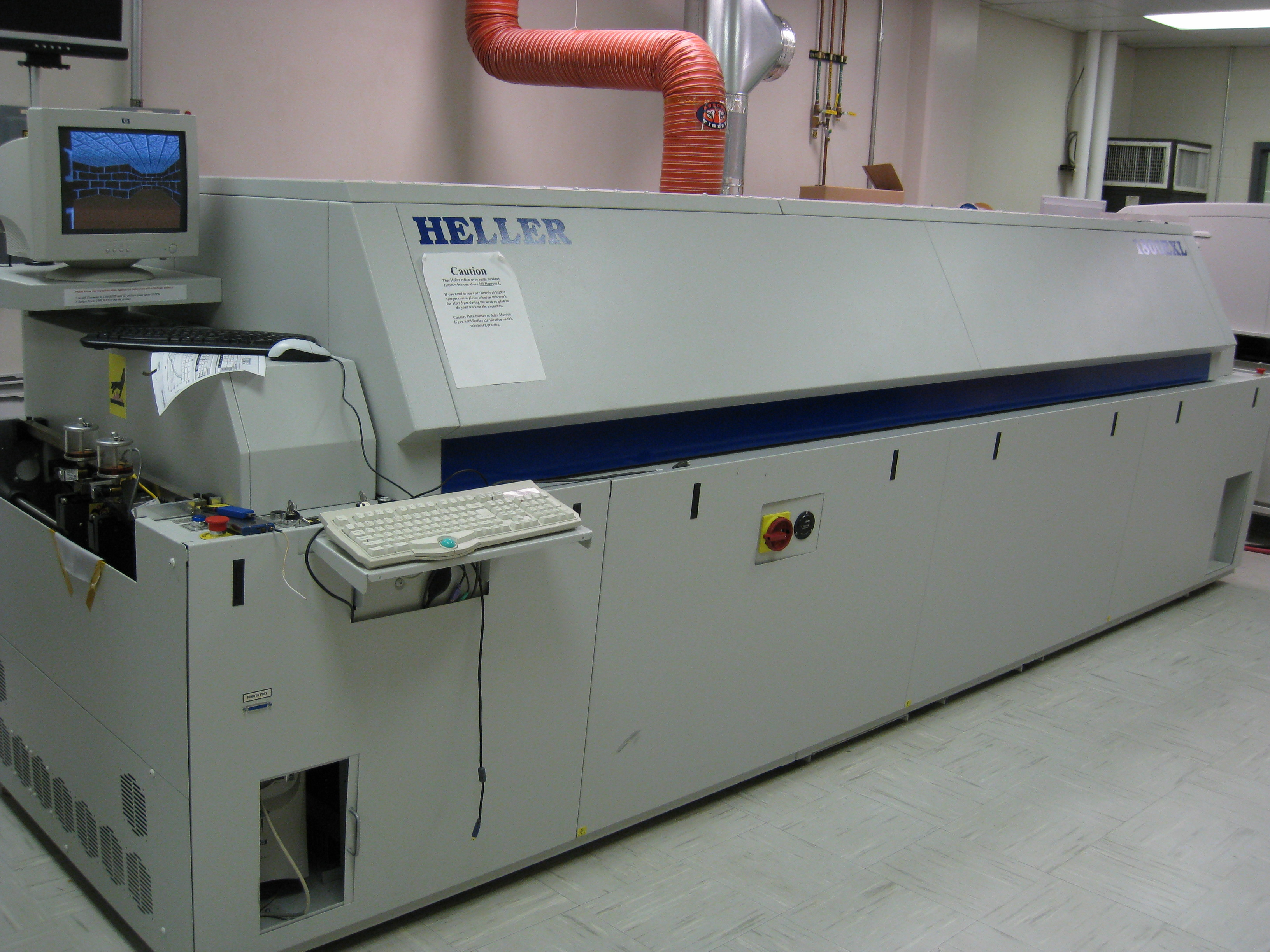
Reflow-Lötofen

## Lötvorgang
Im ersten Schritt wird beim Reflow-Löten das Weichlot in Form von Lotpaste vor der Bestückung auf die Platine/Leiterplatte aufgetragen. Hierin liegt der Hauptunterschied zu anderen Lötverfahren, wie Lötkolbenlöten, Tauchlöten oder Wellenlöten. Es gibt verschiedene Möglichkeiten des Lotauftrags, z. B. mittels Schablonendruck (Stencil, Siebdruck), Dispenser, durch Lotformteile (Preforms) oder auch galvanisch.
Im nächsten Schritt werden dann die Bauteile bestückt. Die Verwendung von Lotpaste hat den Vorteil, dass diese klebrig ist und so die Bauteile bei der Bestückung direkt an der Paste halten. Sie müssen also nicht eigens aufgeklebt werden.
Die bestückte Leiterplatte wird stark genug erhitzt, sodass das in der Lotpaste enthaltene Lot schmilzt. Gleichzeitig aktiviert die erhöhte Temperatur das Flussmittel im Gel der Lotpaste. Die dafür eingesetzten Heizverfahren haben das Ziel, die Leiterplatte und die Komponenten möglichst gleichmäßig zu erwärmen. Die Oberflächenspannung des geschmolzenen Lots zieht die Bauteile auf die Mitte der Landepads.
Mögliche Lötfehler, die beim Reflow-Löten auftreten können, sind der Wicking-Effekt, das Verschwimmen und der Grabsteineffekt.

## Gängige Reflow-Lötverfahren

### Heizplatte
Das mit Bauelementen bestückte Trägersubstrat wird auf eine Heizplatte gelegt und aufgeheizt. Nachdem das Lot gleichmäßig geschmolzen ist, wird das Trägersubstrat von der Platte genommen. Dieses Verfahren kann bei anorganischen Trägersubstraten eingesetzt werden. Hierbei wird das gesamte Trägersubstrat auf Löttemperatur gebracht. Organische Träger sind normalerweise infolge ihrer Glasübergangstemperatur (z. B. Glasübergangstemperatur bei Standardleiterplatte ca. 140 °C) für das Kontaktlötverfahren auf der Heizplatte nicht geeignet. Es ist beim Kontaktlötverfahren einseitige Bestückung möglich. Es gibt Systeme, bei denen das bestückte Trägersubstrat durch ein gleichzeitig angewendetes Vakuumverfahren lunkerfreie und daher extrem zuverlässige Lötverbindungen aufweist. Hauptanwendungsgebiete des Vakuumkontaktlötens sind das Löten von Leistungshalbleiterchips (Löten ohne gasförmige Einschlüsse), das hermetische Verschließen mittels Löten und das flussmittelfreie Kontaktieren. Durch den Einsatz einer Vakuumkammer kann inertes Prozessgas wie Stickstoff, reduzierende Prozessgase wie Formiergas, bis 100 % Wasserstoff oder nassaktivierende Ameisensäure geregelt im Lötprozess eingesetzt werden. Um vollständig rückstandsfrei zu löten, kann im Vakuum eine Plasmaaktivierung während des Lötprozesses angewandt werden. Durch diese Front-End-Tauglichkeit können auch MOEMS, MEMS und auf Wafer-Level reflowgelötet werden. Plasmaunterstütztes Löten bietet auch für das Löten von Leistungshalbleiterchips Vorteile, da der normalerweise nach dem Löten notwendige Reinigungsprozess vor dem Drahtbonden entfällt.

### Beheizte Formteile, Bügel und Stempel
Ein auf die Gehäuseform des zu lötenden Bauteils angepasster Stempel oder Bügel wird mit einer Widerstandsheizung erwärmt. Dieser drückt dann die Bauteilanschlüsse auf die Lötstelle und schmilzt das Lot auf. Die Heizung wird dann abgeschaltet und der Stempel erst nach dem Erstarren wieder abgehoben. Die Lötstellen federnder Bauteilanschlüsse können so sicher gelötet werden.
In der Regel werden so nur einzelne Bauteile nacheinander gelötet.

### Infrarotstrahler
Die zu lötenden Platinen werden in Durchlauflötstrecken gelötet. Das Lötgut wird dabei von einem Fördersystem durch einen Ofen gefahren. Der Lötvorgang kann durch die Verweildauer in den verschiedenen Temperaturzonen gesteuert werden. Üblicherweise gibt es vier Zonen, eine zum Aufwärmen der gesamten Schaltung, die zweite zum Aktivieren des Flussmittels, die dritte zum Löten und die vierte zum Abkühlen. Das Reflowlöten mit Infrarotstrahler ist ein einfaches Verfahren, um Platinen in Serie zu fertigen. Nachteilig beim Infrarotstrahler ist die starke Absorption der Strahlungsenergie durch schwarze Bauelemente (IC-Gehäuse) was eine ungleichmäßige Wärmeverteilung zur Folge hat und zur lokalen Überhitzung führen kann.
Beim Vakuumlöten (lunker- und flussmittelfrei) ist die Übertragung der Wärme durch Strahlung, neben der Übertragung der Wärme durch Kontakt die physikalisch einzige Möglichkeit. Übertragung der Wärme durch Konvektion ist im Vakuum wegen des fehlenden Übertragungsmediums nicht möglich. Daher wird beim Vakuumlöten sowohl die Übertragung der Wärme durch Kontakt (Kontaktlöten), als auch die Übertragung durch Strahlung genutzt.

### Vollkonvektions-Reflow-Löten
Die Vollkonvektions-Reflow-Lötsysteme ähneln den Infrarotstrahler-Systemen, jedoch wird hierbei Luft erhitzt und über ein Düsensystem an das Lötgut geführt. Dadurch erreicht man eine gleichmäßigere Wärmeverteilung, als es mit Infrarotstrahlern möglich ist. Ein weiterer Vorteil ist die größere Wärmekapazität des Ofens. In der Elektronikfertigung wird dieses Verfahren am häufigsten eingesetzt.
Nachteilig wirkt sich aus, dass im Schatten von großen Bauteilen Kaltzonen entstehen können, da diese bei der Konvektion von Luft nicht immer zu 100 % umschlossen werden. Jede Platine, die gelötet werden muss, durchfährt mindestens 4 Kammern. Das Vorwärmen, die Flussmittelaktivierung, die Peakzone und das Abkühlen. Der Energie-Verbrauch ist teilweise erheblich und gemessen am CO2-Fussabdruck schon lange nicht mehr zeitgemäß. Im Hinblick auf Einstellung eines Lötprofils und durch Schattenbildung, Längs- und Querprofil-Störungen (unterschiedliche Temperatur-Verteilung auf der Leiterplatte und an der Baugruppe) ungleich schwerer zu beherrschen. Die nicht zeitgemäße Auslegung der IPC-610 zwingt viele EMS-Dienstleister aber zum Einsatz dieser veralteten Löttechnik. Teilweise sind aggressive Flussmittel oder Einsatz von N2 oder von Ameisensäure-Aerosolnebel, die Oxidation-begünstigenden Sauerstoff verdrängen, erforderlich um entsprechende Ergebnisse zu erzielen.

### Dampfphasenlöten
Das Dampfphasenlöten, auch Kondensationslöten, nutzt zur Erwärmung der Baugruppe die bei der Phasenänderung eines Wärmeträgermediums vom gasförmigen in den flüssigen Zustand freigesetzte Kondensationsenthalpie. Dabei findet eine Kondensation an der Oberfläche des Lötgutes statt, bis die gesamte Baugruppe die Temperatur des Dampfes erreicht hat. Siedet die Flüssigkeit, bildet sich über ihr eine gesättigte, chemisch inerte Dampfzone, deren Temperatur mit dem Siedepunkt der Flüssigkeit weitgehend identisch ist, so dass sich eine optimale Schutzgasatmosphäre ausbildet und Oxidationen ausgeschlossen werden.
Als Wärmeträgermedium wird Perfluorpolyether (PFPE, handelsüblich beispielsweise unter dem Markennamen Galden) eingesetzt. Diese flüssigen Polymere sind aus Kohlenstoff, Fluor und Sauerstoff aufgebaut. Die im Molekül vorhandenen C-=- und C-F-Bindungen sind äußerst beständig. Perfluorpolyether zählen zu den stabilsten Bindungen in der Kohlenstoffchemie. Die außen liegenden Fluor-Atome schirmen die Kohlenstoffkette ab. Sie schützen so die empfindlicheren C-C-Bindungen vor chemischen und thermischen Einwirkungen. Sie haben hervorragende Wärmeübertragungskoeffizienten sowie gute dielektrische Eigenschaften. Im Gegensatz zu den FCKW-haltigen Gasen besitzen PFPEs kein Ozonschädigungspotential.
Die Wärmeübertragung ist schnell und weitgehend unabhängig von der Geometrie des Lötguts. Es entstehen keine Kaltzonen im Schatten großer Bauteile. Durch die gut definierte Löttemperatur und die gleichförmige Erwärmung ist keine Überhitzung der Bauteile möglich. Die genaue Temperatur, mit welcher die Platine beschlagen wird, lässt sich über die Höhenkontrolle der Platineneinlage anpassen. Dies ermöglicht ein Löten mit gering aktivierten Flussmitteln, da wenig bis gar keine Oxidation während des vollständig sauerstofffreien Lötprozesses stattfindet. Hochleistungs-Inline-Anlagen erlauben dabei nahezu gleiche Durchsatzraten wie Vollkonvektions-Lötanlagen bei etwa der Hälfte der Kosten gesehen im Vergleich zum Konvektions-Prozess. Gemessen am Stromverbrauch ist der Prozess etwa 10 mal effizienter als herkömmliche konvektive Fertigungsprozesse. Die Anforderung an Vorwärmzonen ist geringer, dadurch sind Dampfphasenlötanlagen meist kompakter als Infrarotöfen. Einsatzschwerpunkt ist die Serienproduktion.

### Vakuumdampfphasenlöten
Eine Sonderform des Dampfphasenlötens ist das Vakuumdampfphasenlöten. Nachdem die Lotpaste vollständig aufgeschmolzen ist, wird in der Prozesskammer die Luft abgepumpt. Der Unterdruck sorgt dafür, dass gasförmige Einschlüsse in den Lötstellen weitgehend nach außen verdrängt und so aus der Lötstelle ausgeschieden werden. Das Ergebnis sind Lötstellen ohne Blasen. Diese Technologie ist besonders dann von Vorteil, wenn die Lötstellen Wärme ableiten sollen, denn Lufteinschlüsse erhöhen den thermischen Widerstand der Lötstelle.

### Laserstrahl
Die Lötstellen werden mit einem Laserstrahl erhitzt, dieser kann punktgenau sehr viel Energie übertragen. Die Lötstelle wird zeitlich (Lötzeit ca. 0,2–0,4 s) und räumlich sehr eng begrenzt erwärmt. Dadurch tritt an den Bauteilen nahezu keine thermische Belastung auf. Ein Ablegieren der Leiterbahnen kann vermieden werden. Aufgrund der hohen Kosten ist dieses Verfahren nur in der Massenproduktion bei hochempfindlichen Bauteilen rentabel.